# Natuurreservaat Grīnis
Het Natuurreservaat Grīnis (Lets: Grīņu dabas rezervāts) is een natuurreservaat in het zuidwestelijke deel van de regio Koerland van Letland. Het ligt in de kustvlakte van Pāvilostas novads in de pagast Saka tussen Pāvilosta en Ziemupe, tien kilometer van de Oostzeekust.
Het is vernoemd naar het in het Lets grīnis genoemde vegetatietype gevormd door open naaldhout en heide op arme zandgronden, meestal ontstaan na bosbranden. In de lente en herfst zijn deze nat en drassig, in de zomer droog. Hierdoor ontstaat een specifieke resistente begroeiing met heide-achtigen en verspreid dennen, berken en elzen. Dit type omvat slechts 0,3% van het totale bosgebied van Letland. 
Het natuurgebied werd in 1936 opgericht met als doel de gewone dophei (Lets: grīņa sārtene) te beschermen, waarvan dit de oostelijke grens van haar verspreidingsgebied vormt.

## Geschiedenis
Het natuurreservaat heeft in haar geschiedenis een aantal veranderingen gezien in omvang en status. Oorspronkelijk vielen de toenmalige 750 ha van het reservaat onder het zemes fondā ("landfonds"), later onder het departement van bosbouw. Na 1945 werd het geclassificeerd als bos van de eerste categorie, en in 1957 werd de status van strikt natuurreservaat toegekend. In 1986 werd het gebied uitgebreid tot 1.472 ha, tegenwoordig omvat het 1.454,9 ha.
Sinds 1979 valt het natuurreservaat Grīnis administratief onder het Nationaal park Slītere.

## Flora
Hoewel het reservaat klein is en de bodem arm, groeien er veel zeldzame en beschermde plantensoorten, opgenomen in de Letse rode lijst.
Naast de al genoemde dophei groeien in het reservaat de beschermde soorten vetblad, Karels scepter, Siberische lis (Iris sibirica), zaagblad, kleine zonnedauw, verscheidene orchideën zoals Baltische orchis (Dactylorhiza majalis subsp. baltica), gevlekte orchis, bosorchis en vleeskleurige orchis, welriekende nachtorchis en bergnachtorchis, uit de wolfsklauwfamilie de grote wolfsklauw en moeraswolfsklauw.

## Fauna
De fauna van het reservaat is nog weinig opderzocht. Van de grote bosdieren komen edelherten, elanden, reeën, wilde zwijnen, hazen, dassen en bevers voor, minder vaak ook wolven en elanden.
Onder de vogels vindt men er hoendervogels zoals korhoen en hazelhoen, zangvogels van het bos en moerasland, en de witte en zwarte ooievaar. Ook de zeldzame en in de Letse rode lijst opgenomen slangenarend komt voor.